# Ishikozume

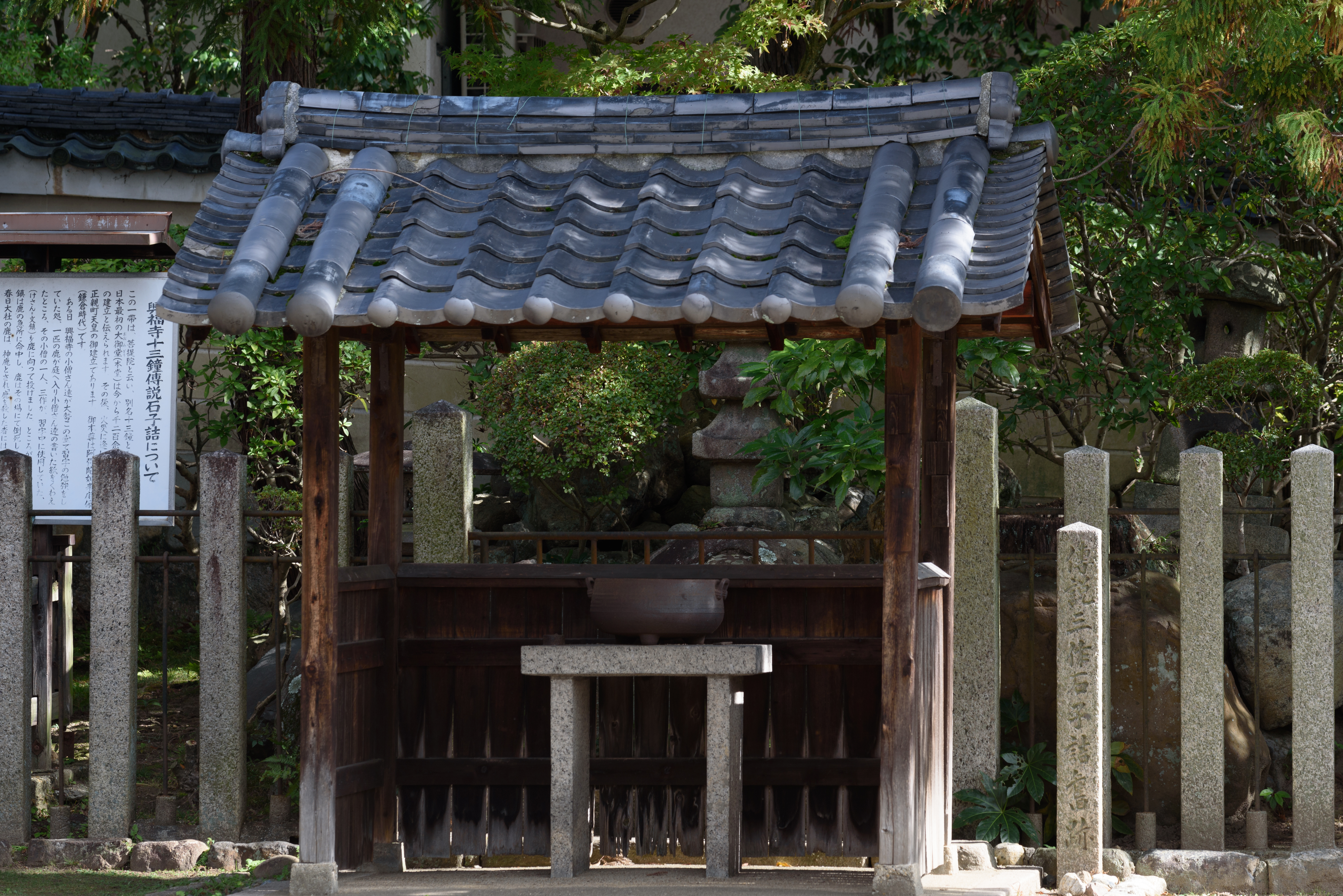
Ngôi đền này là nơi cậu bé Minosaku, người được cho là bị hành quyết bằng Ishikozume vì giết một con nai thần.

Ishikozume (Tiếng Nhật 石子詰め) là một phương thức hành hình cổ xưa ở Nhật Bản, thường được thực hiện bởi những người Yamabushi (những ẩn sĩ sống khổ hạnh trên núi), những học viên Shugendō sống ẩn dật. Nạn nhân bị chôn nửa người đến phần thắt lưng và bị ném đá đến chết.

## Phương thức thực hiện
Ishikozume chỉ được thực hiện với những kẻ phạm tội cực kỳ nghiêm trọng. Người thừa lệnh sẽ đào một cái hố, sau đó trói tử tội vào trong một cái cột hoặc một tảng đá đặt trong lòng hố. Có nhiều phương thức khác nhau để giết chết tử tội: hoặc ném đá vào anh ta và kết liễu bằng một tảng đá đủ lớn, hoặc lấp đá đầy hố và nghiền nát anh ta.